# Leonardo Díaz
Leonardo Nicolás Díaz (Santa Fe, Argentina; 5 de septiembre de 1972) es un exfutbolista argentino que se desempeñaba como arquero.
Se destaca su participación en el campeonato logrado por Independiente en el Torneo Apertura 2002 completando 18 partidos como titular recibiendo 18 goles. Durante su paso por Guatemala ganó los torneos Clausura 2005, Apertura 2005 y Clausura 2006, quedando en los tres torneos como campeón y como arquero menos vencido.

## Clubes
| Club                | País      | Año       |
| ------------------- | --------- | --------- |
| Newell's Old Boys   | Argentina | 1989–1994 |
| Colón               | Argentina | 1994–2002 |
| Independiente       | Argentina | 2002–2003 |
| Deportivo Cali      | Colombia  | 2003      |
| Colón               | Argentina | 2004–2005 |
| Municipal           | Guatemala | 2005–2006 |
| Huracán             | Argentina | 2006–2007 |
| AEL Limassol FC     | Chipre    | 2007      |
| Deportes Concepción | Chile     | 2008      |
| Al Nasr SC          | Egipto    | 2009      |
| Boca Unidos         | Argentina | 2009–2010 |
| The Strongest       | Bolivia   | 2010–2011 |
| Deportivo Maipú     | Argentina | 2011      |

## Palmarés

### Campeonatos nacionales
| Título                     | Club          | País      | Año    |
| -------------------------- | ------------- | --------- | ------ |
| Primera División           | Independiente | Argentina | A-2002 |
| Liga Nacional de Guatemala | Municipal     | Guatemala | C-2005 |
| Liga Nacional de Guatemala | Municipal     | Guatemala | A-2005 |
| Liga Nacional de Guatemala | Municipal     | Guatemala | C-2006 |

### Distinciones individuales
| Distinción               | Año  |
| ------------------------ | ---- |
| Trofeo Josue Danny Ortiz | 2005 |
| Trofeo Josue Danny Ortiz | 2005 |
| Trofeo Josue Danny Ortiz | 2006 |